# Cultura di Umm Al Nar
Umm Al Nar ( in arabo أُمّ الـنَّـار‎?, Umm an-Nār o Umm al-Nar lett. "Madre del fuoco") è il nome dato a una cultura dell'età del bronzo che esisteva intorno al 2600-2000 a.C. nell'area dei moderni Emirati Arabi Uniti e nel nord dell'Oman. In passato il nome arabo è stato spesso traslitterato come Umm an-Nar e anche Umm al-Nar. L'etimologia deriva dall'omonima isola che si trova adiacente alla città di Abu Dhabi e che ha fornito le prime prove e reperti attribuiti al periodo.

## Posizione
Il sito chiave è ben protetto, ma la sua posizione tra una raffineria e un'area militare sensibile indica che l'accesso del pubblico è attualmente limitato. Le autorità degli Emirati Arabi Uniti stanno lavorando per migliorare l'accesso al sito e progettano di renderlo un luogo culturale di Abu Dhabi.

## Attributi
Un elemento della cultura di Umm Al Nar sono le tombe circolari tipicamente caratterizzate da pietre ben montate nella parete esterna e numerosi resti umani all'interno. Le tombe sono spesso associate a torri, molte delle quali costruite attorno a fonti d'acqua.
La cultura di Umm Al Nar copre circa cinque o sei secoli (2600-2000 a.C.). Il nome deriva da Umm Al Nar, una piccola isola situata a sud-est dell'isola di Abu Dhabi, molto più grande. È una delle 200 isole che dominano la costa di Abu Dhabi.

## Gli scavi

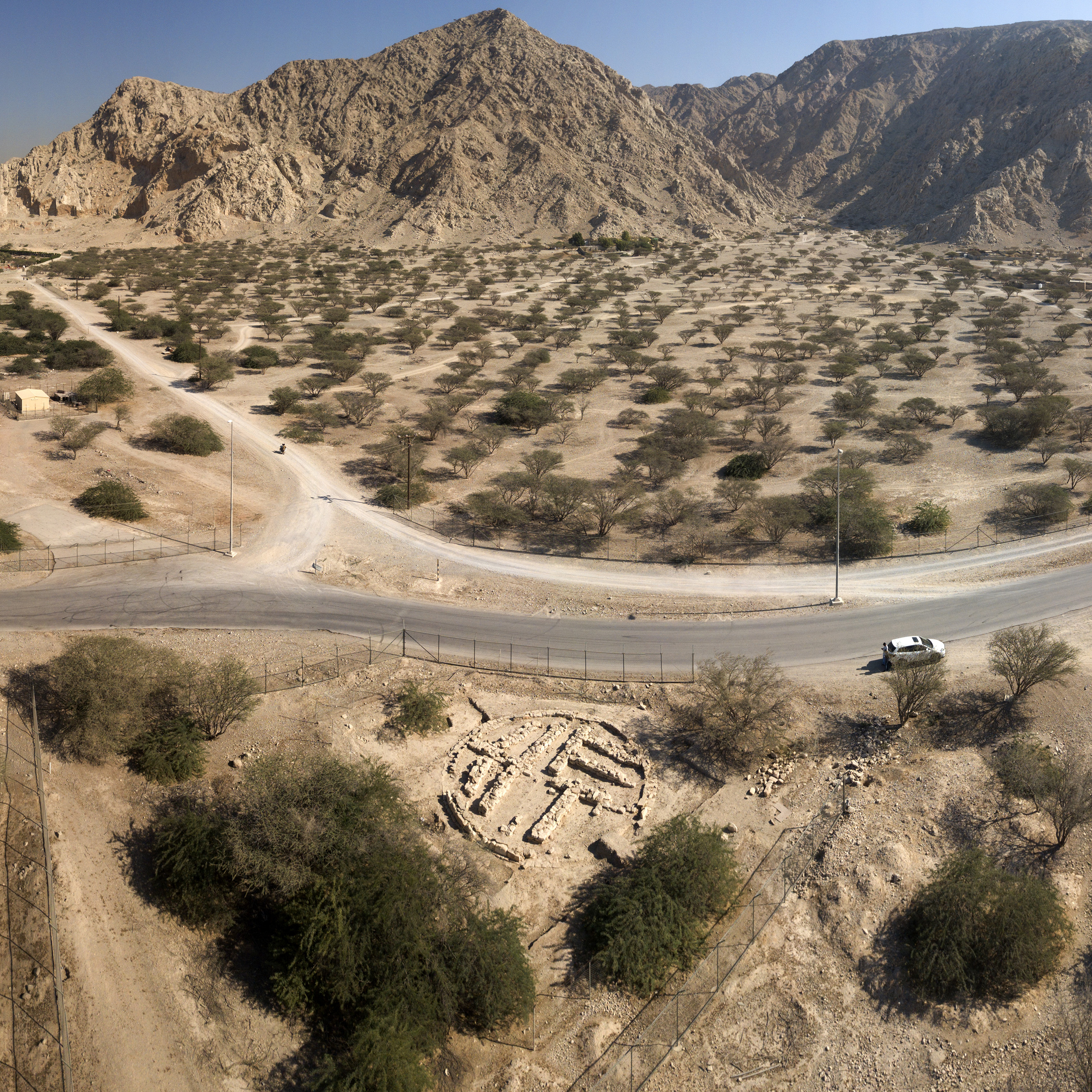
Una tomba della cultura Umm Al Nar a Ras Al Khaimah

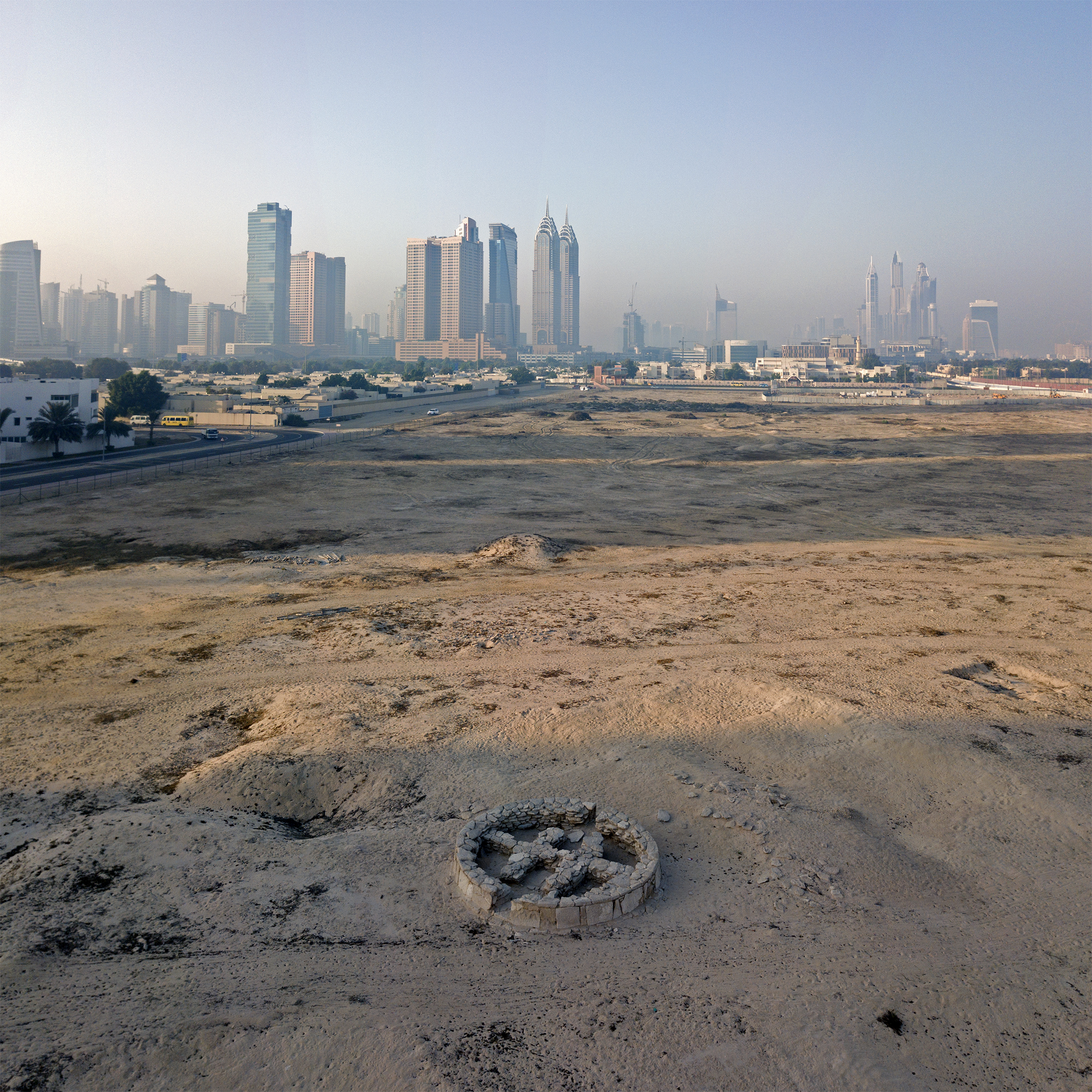
Caratteristica sepoltura di Umm Al Nar - questa tomba si trova nel sito archeologico di Al Sufouh a Dubai.

I primi scavi archeologici ad Abu Dhabi iniziarono a Umm Al Nar nel 1959, dodici anni prima della fondazione degli Emirati Arabi Uniti. Sette tombe da un totale di cinquanta e tre aree presso le rovine dell'antico insediamento sono state esaminate da una spedizione archeologica danese. Durante la loro prima visita hanno identificato alcune pietre montate insieme ad alcuni dei tumuli di pietra. L'anno seguente (febbraio 1959) iniziarono i primi scavi in uno dei tumuli sull'altopiano, ora chiamato Tomba I. Altre due stagioni (1960 e 1961) comportarono lo scavo di più tombe, mentre le ultime tre stagioni (1962/1963, 1964 e 1965) furono assegnate all'esame dell'insediamento.
Gli scavi danesi su Umm Al Nar si fermarono nel 1965 ma furono ripresi nel 1975 da una squadra archeologica dall'Iraq . Durante gli scavi iracheni che durarono una stagione, furono scavate cinque tombe e fu esaminata una piccola parte del villaggio. Tra il 1970 e il 1972 un gruppo di restauro iracheno guidato da Shah Al Siwani, ex membro del Direttore delle Antichità di Baghdad, restaurò e/o ricostruì le tombe scavate dai Danesi.
Nel sito archeologico di Al Sufouh a Dubai, gli scavi archeologici tra il 1994 e il 1995 hanno rivelato una tomba circolare di tipo Umm Al Nar tra il 2500 e il 2000 a.C. Una tomba di Umm Al Nar si trova al centro archeologico di Mleiha a Sharjah.
I tumuli di Dilmun in Bahrain presentano anche resti di cultura di Umm Al Nar.
A Tell Abraq, iniziarono gli insediamenti associati all'avvio della cultura Umm Al Nar c. 2500 a.C.
Nel 2025 sono stati rinvenuti ad Dahwa, in Oman, due piatti in bronzo risalenti tra il 2200 e 2000 a.C., del tutto simili a quelli scoperti nella Valle dell'Indo . Ciò documentario profonde interazioni non soltanto commerciali, ma anche culturali con le civiltà di Harappa e Mohenjo-Daro.

## Fasi di occupazione

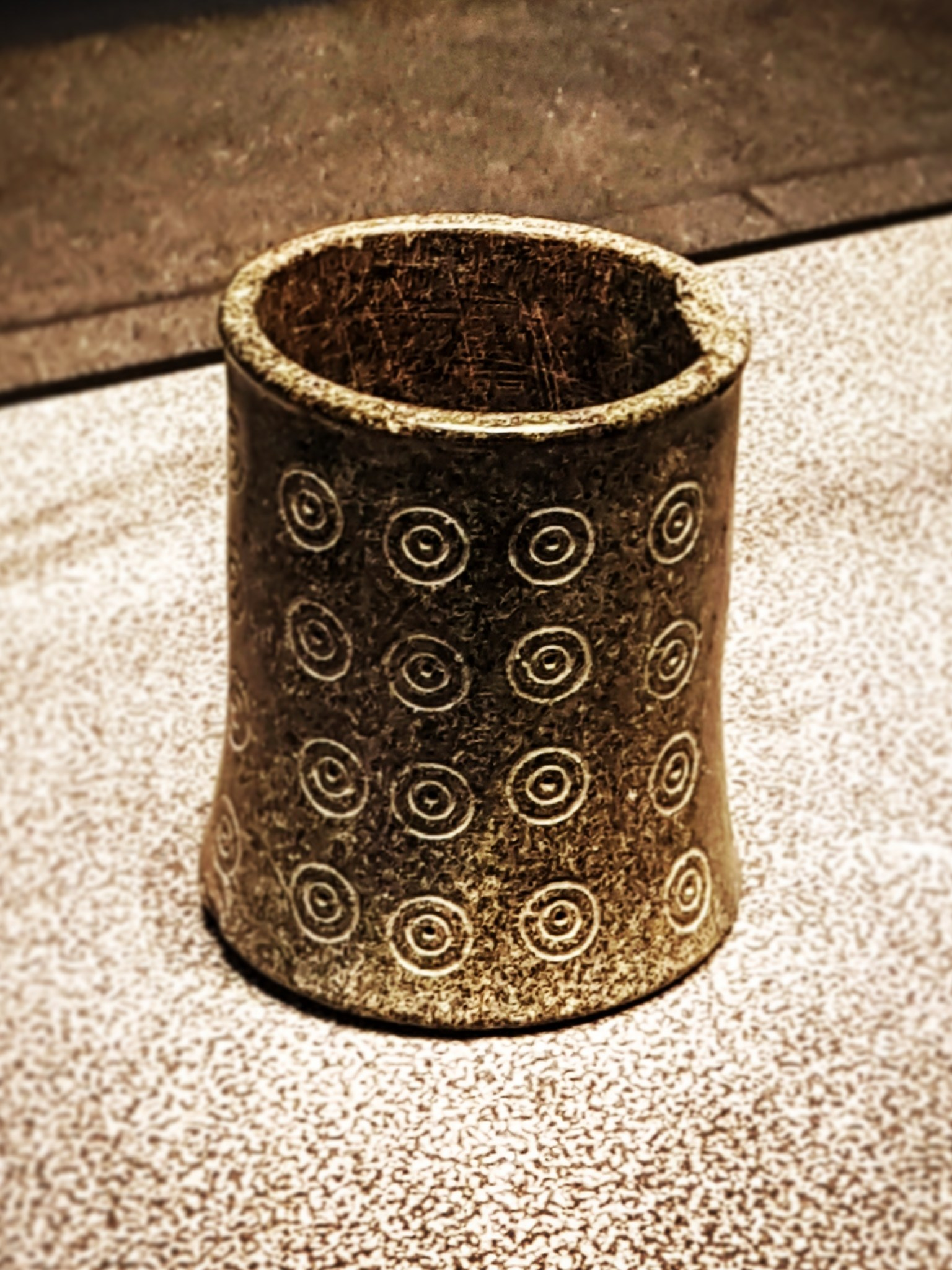
Coppa in pietra decorata dall'originale scoperta a Umm Al Nar, Abu Dhabi. Tazze simili a queste sono state trovate in altri siti dell'era Umm Al Nar negli Emirati Arabi Uniti. In mostra al Louvre di Abu Dhabi

Il periodo Ubaid (5.000-3.800 a.C.) seguì il neolitico con l'era bifacciale araba. I vasi di ceramica del periodo mostrano già un contatto con la Mesopotamia.
Il periodo Hafit seguì il periodo Ubaid. Durante il periodo Hafit (3200 - 2600 a.C.) apparvero tumuli con l'aspetto di un alveare, costituiti da una piccola camera per una o due sepolture.
Le tombe circolari distintive del periodo Umm Al Nar (2.600-2.000 a.C.) lo distinguono dal precedente periodo Hafit, insieme ai reperti di ceramiche decorate nere su rosso e gioielli realizzati con gemme come la corniola, provenienti dalla valle dell'Indo.
Un certo numero di importanti siti Umm Al Nar negli Emirati Arabi Uniti come Hili, Badiyah, Tell Abraq e Kalba presentano grandi torri presumibilmente difensive. A Tell Abraq, questa fortificazione ha un diametro di 40 metri, ma la maggior parte di esse ha tra 16 e 25 metri. Queste fortificazioni sono in genere costruite attorno a un pozzo, presumibilmente per proteggere importanti risorse idriche.
Durante questo periodo, vengono fatte le prime menzioni sumeriche di una terra di Magan (Accadico Makkan ), nonché riferimenti a "i Signori di Magan". Fonti sumere indicano anche "Tilmun" (oggi accettato come il moderno Bahrein ) e Meluhha (che si pensa faccia riferimento alla valle dell'Indo). Le campagne accadiche contro Magan si svolsero nel XXIII secolo, forse spiegando di nuovo la necessità di fortificazioni, e sia Manishtusu che Naram-Sin e Manishtusu, in particolare, scrissero di campagne contro "32 signori di Magan".
Magan era famosa per la sua costruzione navale e le sue capacità marittime. Il re Sargon di Agade (2.371-2.316 a.C.) si vantava che i suoi porti ospitavano le barche di Tilmun, Magan e Meluhha. Il suo successore, Naram-Sin, non solo conquistò Magan, ma onorò il re Magan Manium nominando la città di Manium-Ki in Mesopotamia dopo di lui. Il commercio tra la valle dell'Indo e Sumer ebbe luogo attraverso Magan, sebbene tale commercio sembra essere stato interrotto, poiché Ur-Nammu (2.113-2.096 a.C.) sosteneva di aver "riportato le navi di Magan".

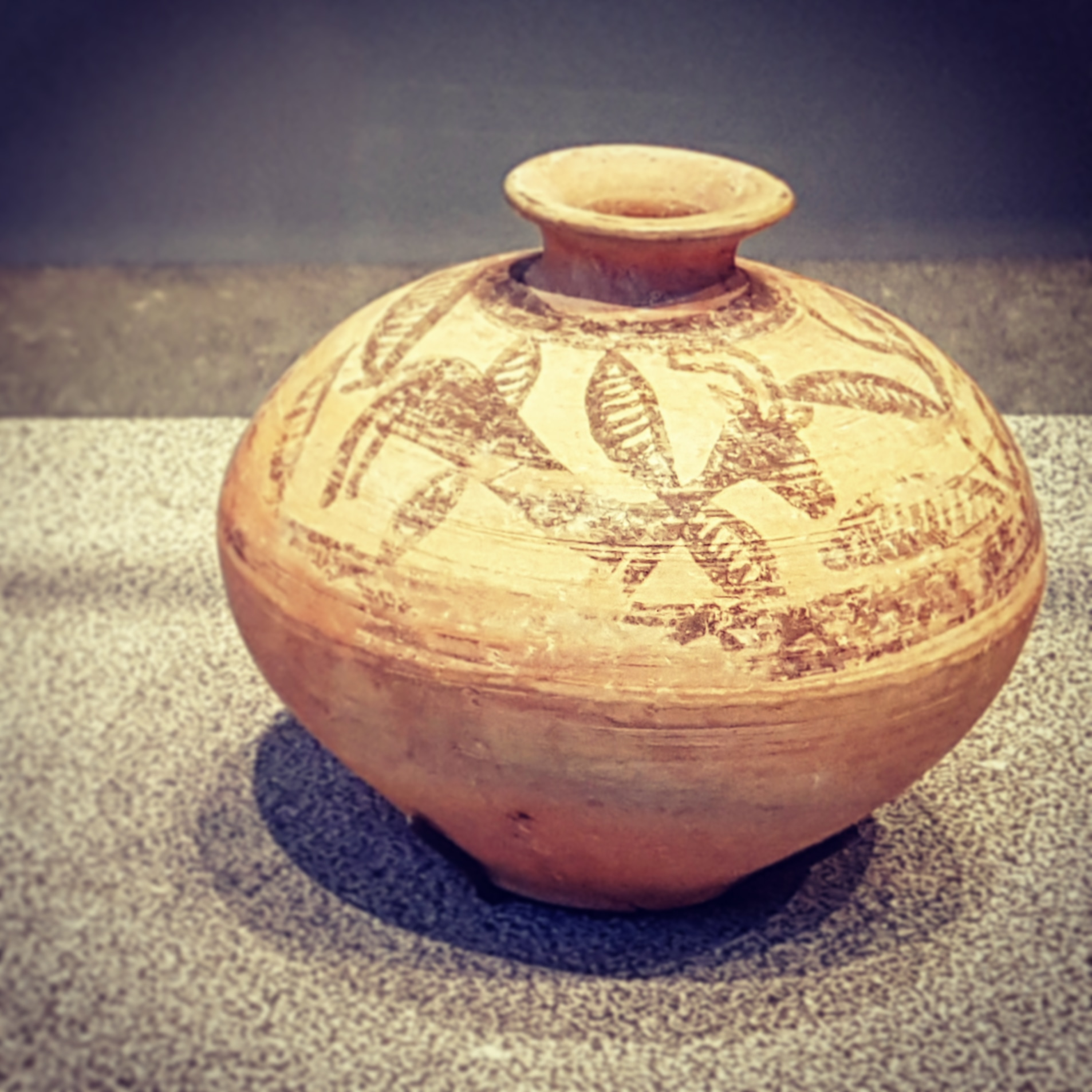
Bottiglia di terracona Ubaide dall'originale a Umm Al Nar ad Abu Dhabi. La bottiglia risale al 2000-2.500 a.C. In mostra al Louvre di Abu Dhabi

I reperti archeologici risalenti a questo periodo mostrano il commercio non solo con la valle dell'Indo e Sumer, ma anche con l'Iran e la Bactria. Hanno anche rivelato quello che si ritiene sia il più antico caso di registrazione di poliomielite, con i segni distintivi della malattia trovati nello scheletro di una donna di Tell Abraq.
I manufatti domestici alla fine del III millennio includevano navi in pietra sofficie, decorate con cerchi punteggiati. Questi, nelle forme di bicchieri, scodelle e scatole compartimentate, sono elementi caratteristici.
Il commercio con la Mesopotamia è crollato intorno al 2000 a.C., con una serie di disastri tra cui l'invasione ariana della valle dell'Indo, la caduta della città mesopotamica di Ur a Elam nel 2000 a.C. e il declino della cultura di Harappan nella valle dell'Indo nel 1800 a.C. L'abbandono del porto di Umm Al Nar avvenne in questo periodo. Una delle ipotesi sulle cause di questa crisi culturale nell'area è il periodo di siccità — identificato con l'evento climatico 4,2 ka BP — che ha portato anche all'abbandono della Meospotamia settentrionale da parte di popolazioni stanziali e alla migrazione verso est della popolazione della valle dell'Indo.
C'è qualche disputa sulla causa esatta della fine dell'era commerciale del periodo Umm Al Nar e dell'addomesticamento focalizzato interiormente del periodo Wadi Suq, ma gli archeologi sono generalmente d'accordo sul fatto che l'addomesticamento del cammello in questo periodo abbia portato al nomadismo o a qualcosa di simile a un '"età oscura" nella zona. Il consenso moderno è che la transizione dal periodo Umm Al Nar al periodo Wadi Suq fu evolutiva e non rivoluzionaria.
Dopo Umm Al Nar, seguì la cultura Wadi Suq (2.000-1.300 a.C.), un periodo che vide un insediamento più interno, una metallurgia sempre più sofisticata e l'addomesticamento del cammello.
L'ultima fase scarsamente rappresentata dell'età del bronzo (1.600-1.300 a.C.) è stata vagamente identificata con un numero limitato di insediamenti. Questa ultima fase dell’età del bronzo è stata seguita da un boom quando il sistema di irrigazione sotterraneo (il qanat ( in persiano قَنات‎), Qui chiamato Falaj (in arabo فَـلَـج‎? ) fu introdotto durante l'Età del Ferro (1300-300 a.C.) dalle comunità locali.